# Junkers Jumo 210
Lo Junkers Jumo 210 era un motore aeronautico prodotto dall'azienda tedesca Junkers Flugzeug und Motorenwerke AG nel periodo precedente all'inizio della seconda guerra mondiale. Aveva una potenza di circa 650 CV nella versione più comune, e poteva essere considerato per molti versi la controparte del Rolls-Royce Kestrel. Sebbene originariamente si intendeva utilizzarlo nella maggior parte degli aerei, i rapidi progressi in campo aeronautico relegarono il propulsore nella fascia bassa delle potenze erogate nei tardi anni trenta. La maggior parte dei progetti di aeromobili prevedevano l'impiego dei ben più potenti Daimler-Benz DB 600, così il 210 venne prodotto solo per un breve periodo fino a quando Junkers non rispose con una propria soluzione: lo Junkers Jumo 211.

## Storia del progetto
Lo sviluppo dello Jumo 210 iniziò nel 1931 con il nome di L10. Questo era il primo vero progetto tedesco di un motore moderno: tre valvole per cilindro, una disposizione a V rovesciata, un sovralimentatore come equipaggiamento standard, e un blocco cilindri realizzato mediante fusione. Il 210 era insolito in quanto i cilindri erano lavorati a macchina in un unico blocco insieme ad un lato del carter, due di tali pezzi erano poi imbullonati insieme fianco a fianco a formare il motore. Le normali tecniche costruttive prevedevano l'uso di tre parti: due blocchi cilindri e un carter separato.
Il L10 venne fatto girare per la prima volta sul banco per dei primi test statici il 22 ottobre 1932. Nel 1933 venne ridenominato ufficialmente dallo RLM (Ministero dell'Aria del Reich) che nella razionalizzazione dei nomi assegnò alla Junkers Flugzeug und Motorenwerke AG il "blocco 200", così l'L10 divenne Jumo 210. L'approvazione venne raggiunta nel marzo del 1934, e il primo motore volò il 5 luglio 1934 su di un Junkers W 33. Il progetto inizialmente puntava ai 700 hp, ma i prototipi erogavano solamente 600 hp con grande disappunto dell'industria aeronautica. Ciò nonostante la maggior parte dei progetti di aerei tedeschi erano basati sul 210, e ciò spiega il motivo per il quale erano così piccoli a paragone degli sforzi analoghi degli altri paesi.
La produzione iniziale dello Jumo 210A da 610 CV iniziò nel 1934. Questo modello fu rapidamente sostituito dai 210B e 210C (che differiva dal B solo nel passo dell'elica) da 635 CV. Entrambi aggiunsero un nuovo sovralimentatore per aumentare le prestazioni, insieme ad una valvola wastegate (di sfogo alla sovrapressione della turbina) tarata per evitare un eccesso di sovralimentazione (tecnicamente detto overboost). Il modello B aveva una trasmissione di 0,57 per alta velocità, mentre il modello C aveva una trasmissione di 0,62 per velocità di rotazione meno elevate.
Questi modelli furono a loro volta rimpiazzati rispettivamente dai 210 D e 210E da 640 CV (470 kW), che avevano lo stesso passo del B/C. Un nuovo compressore a due stadi dette origine allo Jumo 210Da/Ea che erogava una maggiore potenza al decollo.
Lo Jumo 210G fu il primo motore al mondo ad iniezione diretta, e venne sviluppato dal dottor Lichte. Il sistema Jumo utilizzava una pompa a pistone posizionata dietro ognuno dei cilindri, azionata dall'albero motore. L'iniettore usava una semplice valvola di controllo per impedire che la pressione interna risalisse lungo il condotto di alimentazione, e la pompa era sincronizzata per iniettare al punto giusto durante il ciclo di aspirazione. L'inclusione del sistema di iniezione pare che abbia aumentato il rendimento al decollo di circa 50 CV, e per tale ragione divenne rapidamente una caratteristica di tutti i motori tedeschi. Il Jumo 210Ga aveva un diverso rapporto di sovralimentazione. La trasmissione all'elica era di 0,57.
Il modello G divenne il sottotipo prodotto in maggiore quantità dello Jumo 210 e venne usato per equipaggiare i Bf 109, He 112, Bf 110, e Junkers Ju 87.
Vennero pianificati (ma mai costruiti) ulteriori sviluppi del motore chiamati Jumo 210F e 210H. Nel 1935 lo Jumo 210H venne usato per sviluppare il Jumo 211. Lo Jumo 210S era uno sviluppo speciale del DVL con particolari meccanismi di regolazione. La produzione dello Jumo 210 terminò nel 1938.

## Velivoli Utilizzatori
Germania
- Arado Ar 68 E
- Arado Ar 80 V2-V5 (prototipo)
- Arado Ar 81 V1-V3 (prototipo)
- Blohm & Voss Ha 137 V4 (prototipo)
- Focke-Wulf Fw 159 (prototipo)
- Focke-Wulf Fw 187 A
- Heinkel He 112
- Heinkel He 114 V2
- Heinkel He 124 V1, V3
- Junkers W 33 (primo volo di prova dello Jumo 210)
- Junkers Ju 87 A
- Messerschmitt Bf 109 B-D
- Messerschmitt Bf 110 A, B
- Messerschmitt Me 262 V1 (solo nel primo test di volo)